# Imitaria
Genre
Classification phylogénétique
Imitaria N.E.Br. est un genre de plante de la famille des Aizoaceae.
Imitaria N.E.Br., in J. Bot. 65: 348 (1927)
Type : Imitaria muirii N.E.Br.

## Liste des espèces
Imitaria N.E.Br. est, à ce jour, un genre monotype.
- Imitaria muirii N.E.Br.